# Esoteric Warfare
Esoteric Warfare peti je studijski album norveškog black metal-sastava Mayhem. Diskografska kuća Season of Mist objavila ga je 6. lipnja 2014. u Europi i četiri dana poslije u Sjevernoj Americi. Prvi je album skupine s gitaristom Telochom, koji je zamijenio prethodnog gitarista Blasphemera poslije njegova izlaska iz grupe 2008.

## Pozadina
Album je prvi put najavljen 2012. u intervjuu mrežnog mjesta Blabbermouth.net s basistom Necrobutcherom 2012. Bubnjar Hellhammer na službenoj je stranici skupine na Facebooku 2. kolovoza 2013. izjavio da snima bubnjeve za album. Grupa je u studenom 2013. izjavila da miksa album i da bi trebao biti objavljen početkom 2014. Dana 18. veljače 2014. objavljeno je da će 25. travnja 2014. biti objavljen singl "Psywar" na sedmoinčnoj ploči. Season of Mist, diskografska kuća s kojom je tad sastav imao sklopljen ugovor, objavila je 19. veljače 2014. da će ime albuma biti Esoteric Warfare i da će biti objavljen 6. lipnja 2014. Blabbermouth.net otkrio je službeni popis pjesama i ostale detalje o albumu 19. ožujka 2014.

## Rad na pjesmama i snimanje
Pjesme na albumu snimljene su i miksane 2013. Bubnjevi su snimljeni u studiju Mølla Studio, a ostali instrumenti i vokali u studiju SleikBallaMi u Oslu. Nakon što su snimanje priveli kraju, članovi skupine vratili su se u Mølla Studio, gdje je album miksao Knut Møllarn iz skupine Arcturus. Uradak je masterirao Maor Applebaum u Sjedinjenim Državama. Pjesme je skladao gitarist Teloch, a stihove za njih napisao je pjevač Attila Csihar s Christianom "Cernom" Fleckom. Teloch je izjavio: "[...] ovaj mi je album predstavljao problem jer sam želio napisati pjesme koje bi bilo prikladno objaviti nakon [albuma] 'Ordo Ad Chao'. Prvo sam napisao pjesme za skoro cijeli album, ali bio je to prevelik raskorak i odlazak korijenima, a nisam mogao niti nadmašiti 'Ordo' – ostatku ekipe više ne bih mogao pisati pjesme." Skupina je snimila nekoliko tih pjesama, ali su na kraju odbačene jer Teloch nije bio zadovoljan njima, pa su članovi počeli ponovno raditi na pjesmama.
Pjevač Attila Csihar izjavio je da je grupa željela snimiti album koji "zvuči kao Mayhem". Dodao je: "Nakon albuma Ordo, koji je bio pomalo progresivan – možda čak i mrvicu previše – i koji je zvučao kao fuzijski album na kojem se rifovi nisu ponavljali, a ritam je uvijek bio u raskoraku [s glazbom], različit ili jednostavno neobičan, nismo više željeli ići tim putem i odlučili smo se vratiti. Svaki Mayhemov album ima nešto jedinstveno u sebi, ali željeli smo se vratiti tradicionalnijem ekstremnom metalu. Naravno, i dalje postoje svi ti elementi koji su Mayhem učinili skupinom koja jest, ali i dalje smo se željeli vratiti nečemu što je glazbeno izravnije, malčice brutalnije i više nalik ekstremnom metalu."
Kao što je bio slučaj i s prethodnim albumom, tekstovi pjesama manje govore o klasičnim sotonističkim temama koje su prožimale prijašnje uratke skupine i posvećeni su okultnom i teorijama zavjere kao što su psihičke moći, upravljanje umom i izvanzemaljcima koji utječu na ljudsku evoluciju (primjerice, pjesma "Corpse of Care" odnosi se na Bohemian Grove i ceremoniju "Cremation of Care" koja se ondje izvodi.)
Citat "Now I am become Death, the destroyer of worlds." ("Ja sam postao Smrt, uništavač svjetova.") Roberta Oppenheimera pojavio se u interludiju pjesme "Trinity", koja je nazvana po kodnom imenu za prvu detonaciju nuklearnog oružja.

## Popis pjesama
Tekstovi: Attila Csihar i Christian "CERN" Fleck, glazba: Teloch.
| 1.    | »Watchers«       | 6:19 |
| 2.    | »Psywar«         | 3:25 |
| 3.    | »Trinity«        | 3:57 |
| 4.    | »Pandaemon«      | 2:53 |
| 5.    | »MILAB«          | 6:03 |
| 6.    | »VI.Sec.«        | 4:12 |
| 7.    | »Throne of Time« | 4:06 |
| 8.    | »Corpse of Care« | 4:06 |
| 9.    | »Posthuman«      | 6:55 |
| 10.   | »Aion Suntelia«  | 5:25 |
| 47:21 |                  |      |

| Dodatna pjesma s ograničenog izdanja | Dodatna pjesma s ograničenog izdanja | Dodatna pjesma s ograničenog izdanja | Dodatna pjesma s ograničenog izdanja | Dodatna pjesma s ograničenog izdanja | Dodatna pjesma s ograničenog izdanja | Dodatna pjesma s ograničenog izdanja | Dodatna pjesma s ograničenog izdanja | Dodatna pjesma s ograničenog izdanja | Dodatna pjesma s ograničenog izdanja |
| Br.                                  | Skladba                              | Trajanje                             |                                      |                                      |                                      |                                      |                                      |                                      |                                      |
| ------------------------------------ | ------------------------------------ | ------------------------------------ | ------------------------------------ | ------------------------------------ | ------------------------------------ | ------------------------------------ | ------------------------------------ | ------------------------------------ | ------------------------------------ |
| 11.                                  | »Into the Lifeless«                  | 3:39                                 |                                      |                                      |                                      |                                      |                                      |                                      |                                      |
| 51:00                                |                                      |                                      |                                      |                                      |                                      |                                      |                                      |                                      |                                      |

## Recenzije
Esoteric Warfare dobio je pozitivne kritike. Na mrežnom mjestu Metacritic, koje prikuplja ocjene recenzenata iz glavne struje i na temelju njih albumu daje prosječnu ocjenu od 0 do 100, ocjena uratka na temelju četiri recenzije iznosi 69, što znači "uglavnom pozitivne kritike". Pitchfork je napisao: "Nakon trideset godina Esoteric Warfare jest Mayhemov album o kojem se isplati više govoriti zbog glazbe nego povezanih prethodnih neugodnih iskustava." Sputnikmusicov recenzent Voivod komentirao je: "Iako je derivativan, Esoteric Warfare zaslužuje pohvale jer i dalje na životu održava stil kojim se bavi tek šačica skupina, od kojih neke, nažalost, više ne postoje." Međutim, Alex Franquelli iz PopMattersa nije bio posve zadovoljan albumom; komentirao je: "Mayhem očito želi da njegov metal bude revolucionaran, ali to pokušava uzalud zbog manjka hrabrosti, što je zapečatilo sudbinu ostalim black metalcima drugog vala."

## Zasluge
| Mayhem - Attila – vokali, produkcija - Teloch – gitara, produkcija, snimanje - Hellhammer – bubnjevi - Necrobutcher – bas-gitara - Ghul – gitara | Ostalo osoblje - Møllarn – snimanje, miksanje - Maor Appelbaum – masteriranje - Zbigniew Bielak – naslovnica, ilustracije, omot albuma - Ester Segarra – fotografija |